# Lindonk (landgoed)
Lindonk is een landgoed en natuurgebied dat is gelegen op de Brabantse Wal, bij Korteven, in de gemeente Woensdrecht. Het landgoed is 71 hectare groot en is eigendom van de Stichting Brabants Landschap.
Het landgoed bestaat uit dennenbossen, weilanden, akkers en eikenhakhout. Er zijn relatief grote hoogteverschillen. Het hoogste punt ligt 13,7 meter boven NAP, terwijl de gronden bij het Markiezaatsmeer, aan de andere kant van de spoorbaan, 2 m boven NAP liggen; daardoor zijn er fraaie uitzichten over dit meer.
Eind 2006 werd het landgoed aangekocht door Brabants Landschap.  Door kwelwater beter vast te houden en akkerland tot weiland te maken, moet de biodiversiteit toenemen. De voedselrijke grond ten westen van de spoorlijn werd in 2011 afgegraven, zodat verschraling op kan treden.

## Ligging
Het landgoed Lindonk wordt in het noorden begrensd door De Blaffert en landgoed Mattemburgh. In het oosten ligt Rijksweg 58 dat het landgoed afscheidt van Mattemburgh. In het westen loopt de spoorlijn van Bergen op Zoom naar Vlissingen en verder westwaarts ligt het Markiezaatsmeer.